# SAM Simulator
Surface to Air Missile System Simulator, SAMSIM (укр. Симулятор ЗРК) – симулятор зенітно-ракетних комплексів, призначений для ПК. Випущений 9 жовтня 2009 р.; програма більше не підтримується розробником, але її все ще можна завантажити. Розповсюджується за безплатною ліцензією. Автор — офіцер угорської армії у відставці, який користується мережевим псевдонімом «Hpasp».
Тренажер відтворює керування радянськими зенітно-ракетними комплексами:
- С-75М Двіна
- С-75М3 Волхов
- С-125М Нева
- 2K11-M1 Круг-М1
- С-200ВЕ Вега-E
- ЗСУ-23-4 Шилка[6]
- 9K33M2 Оса-AK[7]

Автор відтворив поведінку авіоніки та бортових приладів на основі оригінальних російських інструкцій з експлуатації.
2D-графіка симулятора розроблена на основі фототекстур інтер'єрів зенітно-ракетних комплексів.
Одноосібна гра. Доступні сценарії базувалися на реальних історичних подіях, зокрема:
- Польоти бомбардувальників F-16 і F-117A над Белградом,
- F-4E Phantom над Синаєм,
- B-52D/G над Ханоєм,
- U2C над Свердловськом і Кубою.

Є можливість грати, самостійно встановлюючи параметри цільового завдання на картах Угорщини, Греції або Казахстану. Одна з тренувальних місій проходить у Польщі на полігоні в Устці.
Дані з виконаних цільових завдань можна експортувати до Google Earth. Це дозволяє переглядати на карті розташування частин наземних і повітряних сил.

## Вимоги до обладнання
- 3 ГБ оперативної пам'яті (рекомендується 4 ГБ)

- 64-розрядна операційна система Віндовз

- монітор з роздільною здатністю 1280x1024[13]

## Зовнішні посилання
- Офіційний вебсайт